# 馬克斯山
78°47′S 160°35′E / 78.783°S 160.583°E
馬克斯山（Mount Marks）是南極洲的山峰，位於羅斯屬地，屬於沃斯特山脈的一部分，處於施佩耶爾山西北面9公里，海拔高度2,600米，現時由南極條約體系管理。